# Alexander Schlager
Alexander Schlager (* 1. Februar 1996 in Salzburg als Alexander Gastberger) ist ein österreichischer Fußballtorwart. Er steht beim FC Red Bull Salzburg unter Vertrag und ist im Kader der österreichischen Nationalmannschaft.

## Karriere

### Verein

#### Karrierebeginn in Salzburg
Schlager begann seine Karriere beim ASK Salzburg. Danach wechselte er zum FC Red Bull Salzburg. Von April bis August 2007 spielte er in der Jugend des ASK Maxglan. Im August 2007 wechselte er zum SV Austria Salzburg. 2009 kehrte er in die Jugend von Red Bull Salzburg zurück, wo er später auch in der Akademie spielen sollte. Bis zur Saison 2009/10 noch als Feldspieler im Einsatz, wechselte er ab der Spielzeit 2010/11 auf die Position des Torhüters.
Im Mai 2012 debütierte er für die Amateure von Red Bull Salzburg in der Regionalliga, als er am 27. Spieltag der Saison 2011/12 gegen die Amateure des SCR Altach von Beginn an zum Einsatz kam. Dies blieb jedoch sein einziger Einsatz für die Red Bull Juniors, die nach der Saison 2011/12 vom FC Liefering als Farmteam der Salzburger abgelöst wurden. Im Mai 2013 stand er gegen den FK Austria Wien erstmals im Profikader von Salzburg, kam jedoch zu keinem Einsatz.

#### Leihe nach Deutschland und Bundesligadebüt
Zur Saison 2014/15 wurde er nach Deutschland an die A-Junioren von RB Leipzig verliehen. Im Oktober 2014 kam er gegen Dynamo Dresden zu seinem ersten Einsatz in der A-Junioren-Bundesliga. Im November 2014 stand er gegen die Zweitmannschaft des FC Carl Zeiss Jena erstmals im Kader der fünftklassigen Zweitmannschaft von Leipzig, wurde jedoch nicht eingesetzt. Bis Saisonende absolvierte er 18 Spiele in der A-Junioren-Bundesliga, welche er mit Leipzig als Meister der Staffel Nord/Nordost abschloss. Somit nahm man an der Endrunde teil, bei der man jedoch bereits im Halbfinale an der TSG 1899 Hoffenheim scheiterte.
Nach dem Ende der Leihe kehrte er zur Saison 2015/16 nach Österreich zurück und wurde an den Bundesligisten SV Grödig weiterverliehen. Im Juli 2015 debütierte er für Grödig in der Bundesliga, als er am ersten Spieltag jener Saison gegen den SCR Altach in der Startelf stand. Während seiner Leihe kam er zu zehn Bundesligaeinsätzen für den SV Grödig, mit dem er zu Saisonende jedoch als Tabellenletzter aus der Bundesliga absteigen musste.

#### Über die zweite Liga zurück in die Bundesliga
Zur Saison 2016/17 wechselte Schlager zum Zweitligisten Floridsdorfer AC. Im Juli 2016 absolvierte er gegen die WSG Wattens sein erstes Spiel in der zweiten Liga. Bis Saisonende kam er zu 23 Einsätzen für die Wiener, in den Schlussrunden stand jedoch nur noch Martin Fraisl im Tor.
Zur Saison 2017/18 wechselte er zum Bundesligisten LASK, bei dem er einen bis Juni 2020 gültigen Vertrag erhielt. In seiner ersten Saison bei den Oberösterreichern kam er nicht an Pavao Pervan vorbei, so absolvierte er sein erstes Spiel für den LASK in der Bundesliga erst am letzten Spieltag gegen die SV Mattersburg. Nach Pervans Abgang wurde Schlager im Sommer 2018 zum Stammtorhüter des LASK und absolvierte gegen den Lillestrøm SK auch sein erstes internationales Bewerbsspiel auf Klubebene. Im September 2018 wurde sein Vertrag vorzeitig bis Juni 2021 verlängert. In der Saison 2018/19 kam er zu 31 Bundesligaeinsätzen, mit dem LASK wurde er Vizemeister.
In der Saison 2019/20 verpasste er mit den Linzern dann zwar die Qualifikation für die UEFA Champions League, nach einer Playoff-Niederlage gegen den FC Brügge rutschte der Klub aber immerhin noch in die Gruppenphase der UEFA Europa League. Im September 2019 verlängerte Schlager seinen Vertrag erneut, diesmal bis 2023. In der Bundesliga machte er in jener Saison sämtliche 32 Spiele, in der Europa League kam er ebenfalls in allen Spielen zum Einsatz und erreichte mit dem LASK das Achtelfinale. In der Saison 2020/21 qualifizierte sich der Klub erneut für die Europa League, in der für Schlager und co. nach sechs Spielen aber in Gruppenphase Schluss war. In der Bundesliga kam der Tormann diesmal zu 30 Einsätzen. Zur Saison 2021/22 wurde Schlager nach dem Abgang von Gernot Trauner Kapitän der Oberösterreicher. Mit dem LASK qualifizierte er sich für die UEFA Europa Conference League, in der der Verein das Achtelfinale erreichte. Schlager kam in sieben der acht Partien zum Einsatz. In der Liga lief es für die Oberösterreicher schlecht, der LASK beendete die Saison als Achter und verpasste das internationale Geschäft. Schlager stand in allen 32 Saisonspielen im Tor.

#### Rückkehr nach Salzburg
Im Dezember 2022 gab der LASK bekannt, dass Schlager seinen Kontrakt kein drittes Mal verlängern und den LASK damit nach der Saison 2022/23 verlassen werde. Daraufhin kehrte er zur Saison 2023/24 zu Red Bull Salzburg zurück, wo er einst seine Karriere begonnen hatte. In der Mozartstadt unterschrieb er ein bis Juni 2027 laufendes Arbeitspapier.

### Nationalmannschaft

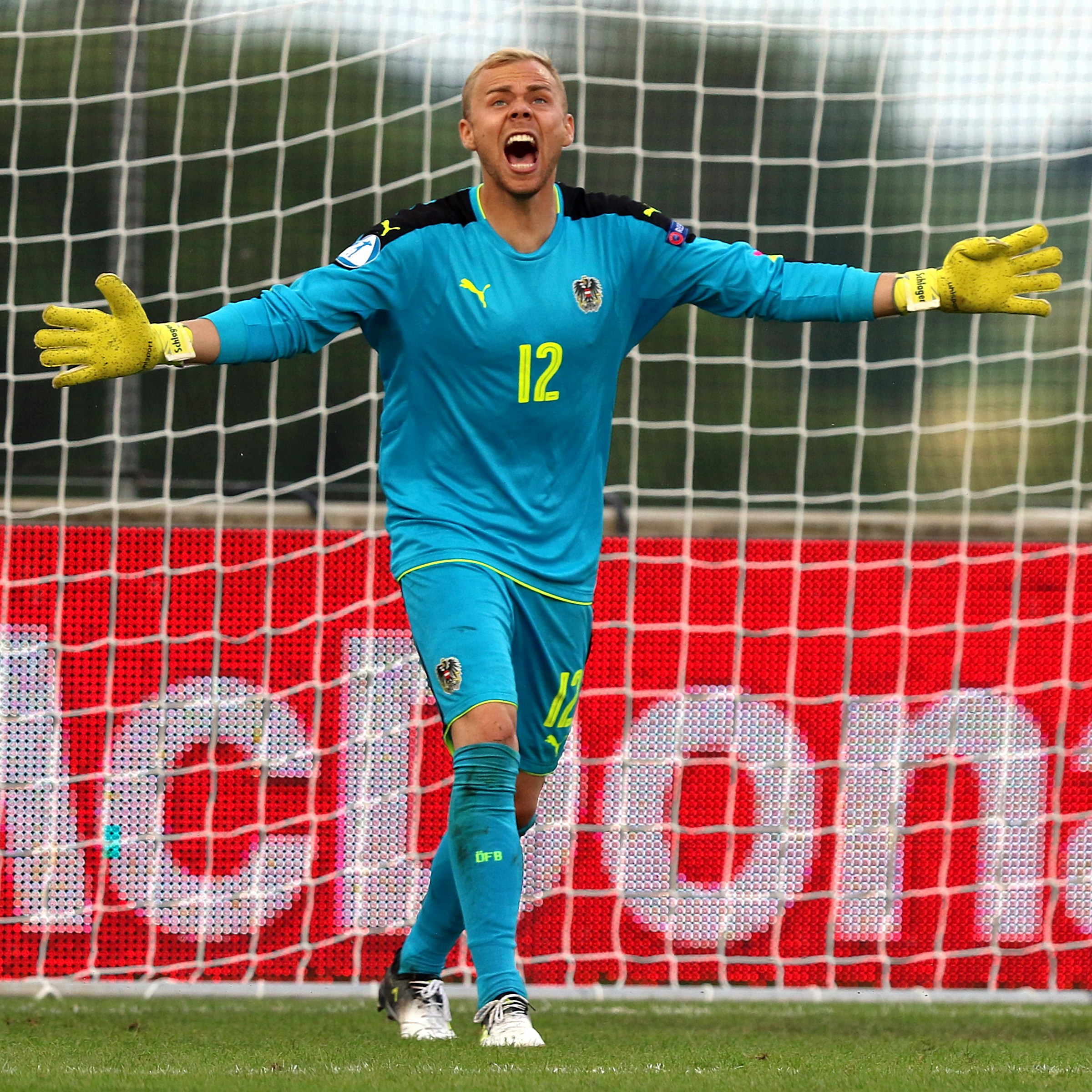
Alexander Schlager (2017) im Trikot der österreichischen U-21-Nationalmannschaft

Schlager spielte im März 2012 gegen Tschechien erstmals für die österreichische U-17-Auswahl. Mit dieser nahm er 2013 an der Europameisterschaft teil. Dort stand er in allen drei Spielen der Österreicher im Tor, die jedoch als Dritter der Gruppe A bereits in der Vorrunde ausschieden. Im selben Jahr nahm er mit der U-17-Mannschaft auch an der Weltmeisterschaft teil, bei dem er man als Letzter der Gruppe E allerdings ebenfalls in der Vorrunde ausschied. Schlager kam wie schon bei der EM in allen drei Spielen zum Einsatz.
Zwischen März und Mai 2014 absolvierte er drei Spiele für die U-18-Mannschaft. Im März 2015 debütierte er gegen Schottland für das U-19-Team, mit dem er im selben Jahr auch an der Europameisterschaft teilnahm. Dort kam er in zwei von drei Spielen der Österreicher zum Einsatz, die als Dritter der Gruppe A bereits in der Vorrunde ausschieden.
Im März 2017 debütierte er gegen Australien für die U-21-Auswahl, mit der er 2019 an der Europameisterschaft teilnahm. Im August 2019 wurde er erstmals für die A-Nationalmannschaft nominiert. Sein Debüt für diese gab er im November 2019, als er in der EM-Qualifikation gegen Nordmazedonien in der Startelf stand. Im Mai 2021 wurde er in den vorläufigen Kader Österreichs für die EM 2021 berufen und schaffte es schlussendlich auch in den endgültigen Kader, mit dem er bis zum Achtelfinale kam. Während des Turniers kam er als Ersatztorwart hinter Daniel Bachmann jedoch nicht zum Einsatz.

## Erfolge
- Bester Torhüter der Bundesliga: 2020, 2024
- 2024: 28. Bruno-Gala: Auszeichnung als Tormann der Saison[12]

## Persönliches
Sein Bruder Michael Gastberger (* 1982) war ebenfalls Fußballprofi.